# Perico de Cornejo
Perico de Cornejo är en ort i Mexiko.   Den ligger i kommunen Salamanca och delstaten Guanajuato, i den centrala delen av landet, 240 km nordväst om huvudstaden Mexico City. Perico de Cornejo ligger 1 722 meter över havet och antalet invånare är 311.
Terrängen runt Perico de Cornejo är en högslätt. Runt Perico de Cornejo är det ganska tätbefolkat, med 149 invånare per kvadratkilometer. Närmaste större samhälle är Salamanca, 12,1 km nordväst om Perico de Cornejo. Trakten runt Perico de Cornejo består till största delen av jordbruksmark.